# Stenophylax sequax
Stenophylax sequax là một loài Trichoptera trong họ Limnephilidae. Chúng phân bố ở miền Cổ bắc.